# Godolphin Arabian
Godolphin Arabian oder Godolphin Barb (geboren ca. 1724/1725; gestorben im Dezember 1753) war ein Hengst, der neben Byerley Turk und Darley Arabian als einer der Stammväter des Englischen Vollbluts gilt. Die unterschiedlichen Bezeichnungen erklären sich daraus, dass der aus Tunesien importierte Hengst von seinen Eigentümern und auch heute noch oft als (Vollblut-)Araber bezeichnet wurde bzw. wird (engl. Arabian), von anderen als Berber (engl. Barb). 
Der Hengst wurde durch seine erfolgreichen Nachkommen einer der drei Stammväter der englischen Vollblutzucht. Der letzte Sieger des englischen Derbys, der aus der Godolphin-Arabian/Barb-Linie stammte, war jedoch 1964 Santa Claus. Heute wird die englische Vollblutzucht deutlich von nur einem der drei Stammväter, dem Darley Arabian, dominiert. 80 % der modernen Rennpferde sollen allein von dessen berühmtem Nachkommen Eclipse (1764–1789) abstammen (Stand vermutlich Februar 2004), nach einigen Angaben stammen insgesamt 95 % der modernen Rennpferde vom Darley Arabian.

## Lebensgeschichte
Um Herkunft und Leben des Godolphin Arabian ranken sich zahlreiche, oft wenig abgesicherte Geschichten. Laut einer inzwischen nicht mehr betriebenen Website der British Horseracing Authority sei der Hengst wahrscheinlich aus dem Jemen über Syrien zum Bey von Tunis gelangt, was zur Abstammung als Araber passen würde. Nach anderen Angaben stammte das Sham (arab.: Sonne) genannte Tier aus tunesischer (Berber-)Zucht. Weitgehende Einigkeit besteht darüber, dass der Hengst zu einer Gruppe von Pferden gehörte, die der Bey von Tunis dem französischen König Ludwig XV. schenkte. Das Pferd fand aber offenbar vor den Augen des französischen Hofs wenig Anerkennung und gelangte in den Besitz des Engländers Edward Coke, der ihn als Deckhengst für sein Gestüt in Derbyshire übernahm. Dort deckte er unter anderem die Stute Roxana; das daraus hervorgehende Fohlen Lath sollte eines der berühmtesten Rennpferde seiner Zeit werden.
Nach Cokes Tod 1733 kam der Hengst in die Hände von Roger Williams, der ihn an Francis Godolphin, 2. Earl of Godolphin, vermittelte. Ihm verdankt das Pferd den Namen Godolphin, unter dem es bis heute bekannt ist. Der Hengst wurde etwa 29 Jahre alt. Er starb 1753 in der Weihnachtszeit, wurde neben seinem Stall begraben und erhielt einen Gedenkstein, der noch heute im Wandlebury Ring zu besichtigen ist.

## Rezeption der Lebensgeschichte
Die Lebensgeschichte des Tieres diente der bekannten US-amerikanischen Schriftstellerin Marguerite Henry als Romanvorlage für ihr Jugendbuch „König des Windes“; das Buch wurde unter dem gleichen Titel mit Richard Harris, Glenda Jackson und Frank Finlay verfilmt (erschienen 1990).
Bereits 1952 produzierte der NWDR Köln nach diesem Roman ein Hörspiel unter dem Titel Die sagenhafte Geschichte des Hengstes Godolphin Arabian. Unter der Regie von Eduard Hermann waren u. a. Paul Henckels als Erzähler, sowie Thea Grodtczinsky, Lutz Erbring, Heinz von Cleve, Wilhelm Pilgram, Wilhelm Wahl und Kurt Lieck zu hören.
Eine ausführliche Lebensgeschichte des Pferdes findet sich in dem Buch Hengst der Sonne von Franz Born, Sebaldus Verlag, 1961.

## Galerie

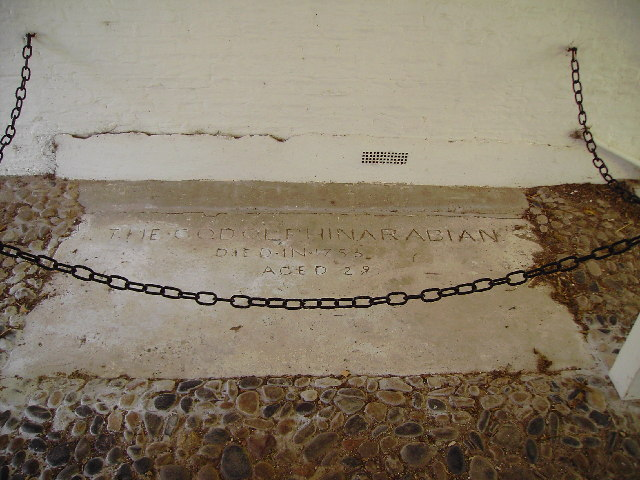
Gedenkstein: Godolphin Arabian / died in 1753 / aged 29
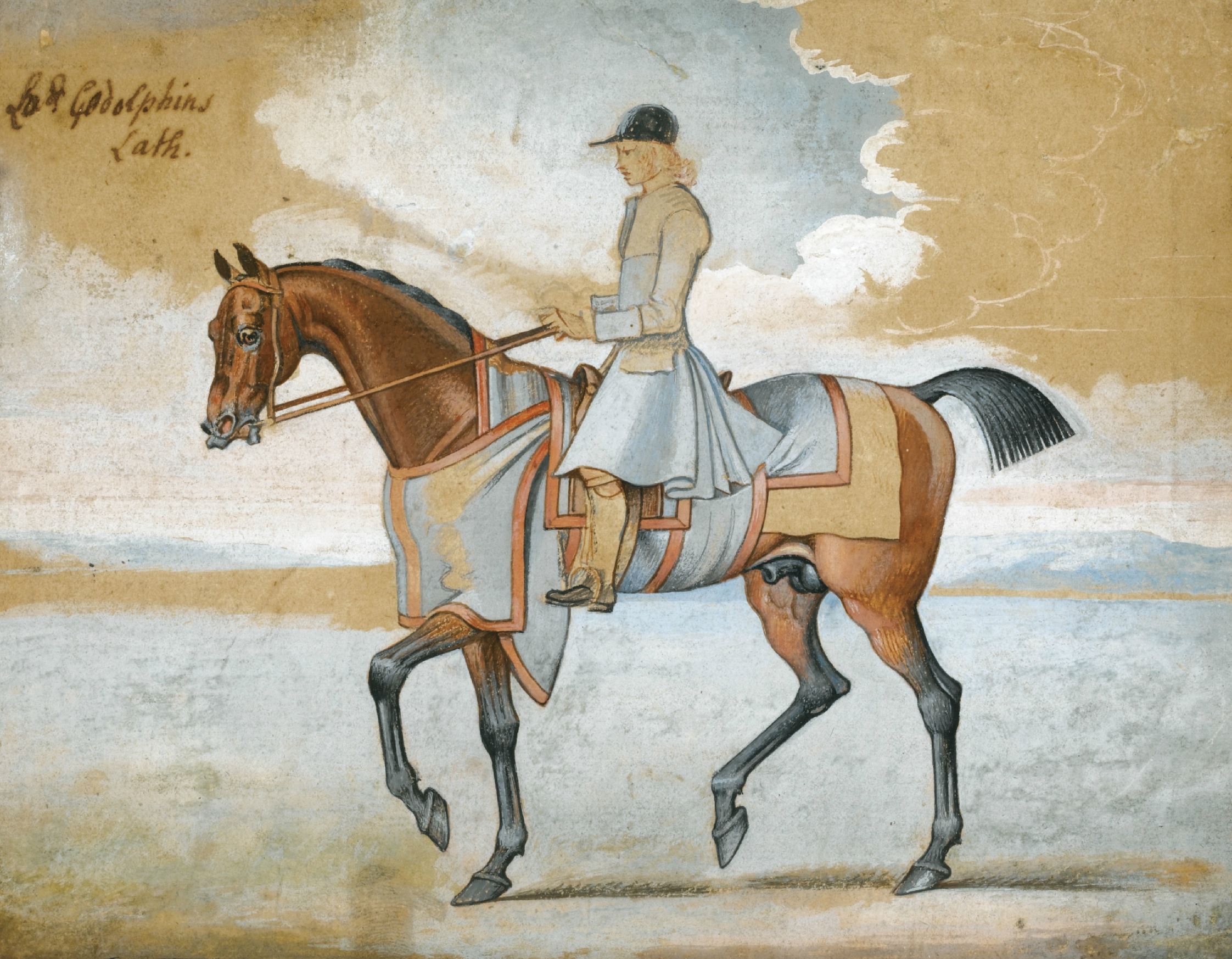
Lath, sein berühmtester Sohn

## Belege
1. ↑  als Godolphin Barb aufgeführt u. a. von: Jasper Nissen: Großes Reiter- und Pferdelexikon Taschenbuch. Bertelsmann Verlag, 1976, ISBN 3-570-04580-3, S. 186.
2. 1 2 3  History of Thoroughbreds (Memento vom 1. Februar 2014 im Internet Archive) auf www.britishhorseracing.com (Version vom 17. Februar 2004 bis 1. Februar 2014, abgerufen von archive.org am 4. Januar 2015).
3. ↑  King of the Wind (1990) in der Internet Movie Database, abgerufen am 4. Januar 2015.